# Amage delus
Amage delus är en ringmaskart som först beskrevs av Chamberlin 1919.  Amage delus ingår i släktet Amage och familjen Ampharetidae. Inga underarter finns listade i Catalogue of Life.